# Głowbity
Głowbity (deutsch Glaubitten) ist ein kleiner Ort in der polnischen Woiwodschaft Ermland-Masuren. Er gehört zur Gmina Korsze (Stadt- und Landgemeinde Korschen) im Powiat Kętrzyński (Kreis Rastenburg).

## Geographische Lage
Głowbity liegt auf der Ostseite der Zaine (polnisch Sajna) in der nördlichen Mitte der Woiwodschaft Ermland-Masuren, 21 Kilometer nordwestlich der Kreisstadt Kętrzyn (deutsch Rastenburg).

## Geschichte

### Ortsgeschichte
Das einstige Glaubitten wurde 1362 gegründet, als der Hochmeister des Deutschen Ordens, Winrich von Kniprode, hier einem Prußen acht Hufen Land nach Kulmischem Recht verlieh. Der Ort war geprägt von einem sehr großen Gut.
Im Jahre 1830 übernahm Johann Leopold Boehm aus Königsberg (Preußen) (russisch Kaliningrad) das Gut, kultivierte den schweren Boden und baute Getreide, Kartoffeln und Zuckerrüben an. Außerdem begann er eine Pferde- und Rinderzucht.
Seinem Sohn Otto Boehm hat es die Stadt Korschen (polnisch Korsze) zu verdanken, dass sie sich zu einem bedeutenden Eisenbahnknotenpunkt entwickelte: beim Bau der Eisenbahnlinie Pillau–Königsberg–Lyck–Prostken verweigerte sich die Stadt  Schippenbeil (polnisch Sępopol), während der Glaubittener Gutsbesitzer Otto Boehm für einen Eisenbahnanschluss Korschens das benötigte Bauland zur Verfügung stellte. In Korschen wurde ein Bahnhof vorgesehen mit einem Gleisanschluss für das Gut Glaubitten – und der Berechtigung für den Gutsbesitzer, mit einem eigenen Salonwagen kostenfrei nach Königsberg fahren zu dürfen. Der erste Zug fuhr am 1. November 1867. 1871 folgte dann der Bau der durch Korschen führenden Eisenbahnlinie Berlin–Thorn–Insterburg–Tilsit–Memel, die hier die Südbahn kreuzte.
Otto Boehm war auch der Bauherr des neogotischen Herrenhauses von 1853.
Am 30. April 1874 wurde Glaubitten Amtsdorf und damit namensgebend für einen Amtsbezirk, der bis 1945 bestand und zum Kreis Rastenburg im Regierungsbezirk Königsberg in der preußischen Provinz Ostpreußen gehörte.
Der eine Sohn von Otto Boehm namens Julius übernahm das Gut Glaubitten im Jahre 1896. Sein Bruder Otto heiratete die spätere Begründerin des Landfrauenverbandes Elisabet Steppuhn und erhielt zur Hochzeit das Gut Lamgarben (polnisch Garbno).
373 Einwohner waren 1910 in Glaubitten registriert. Nach dem Zusammenschluss der Landgemeinde Groß Langwalde und des Gutsbezirks Glaubitten zur neuen Landgemeinde Glaubitten am 30. September 1928 stieg die Zahl der Einwohner: 1933 waren es 461 und 1939 noch 447.
Im Jahre 1939 war das Gut 1267 Hektar groß. Der letzte deutsche Besitzer war Jochen Boehm, der zum Volkssturm eingezogen war und am 29. Januar 1945 fiel. Bei Kriegshandlungen brannte im selben Monat das 1853 errichtete Herrenhaus ab.
Als 1945 als Folge des Kriegs das gesamte südliche Ostpreußen unter Verwaltung Polens gestellt wurde, traf das auch den Ort Glaubitten. Er erhielt die polnische Namensform „Głowbity“ und ist heute eine kleine Ansiedlung  (polnisch Osada) innerhalb der Stadt- und Landgemeinde Korsze (Korschen) im Powiat Kętrzyński (Kreis Rastenburg), bis 1998 der Woiwodschaft Olsztyn, seither der Woiwodschaft Ermland-Masuren zugehörig.

### Amtsbezirk Glaubitten (1874–1945)
Bei seiner Errichtung am 30. April 1874 bestand der Amtsbezirk Glaubitten aus zwölf kommunalen Verwaltungseinheiten. Am Ende waren es aufgrund struktureller Veränderungen nur noch drei:
| Deutscher Name                          | Polnischer Name | Bemerkungen                                          |
| --------------------------------------- | --------------- | ---------------------------------------------------- |
| Glaubitten                              | Głowbity        |                                                      |
| Groß Langwalde                          | Dłużec Wielki   | 1928 nach Glaubitten eingegliedert                   |
| Groß Schrankheim 1928–1945: Schrankheim | Sajna Wielka    |                                                      |
| Hartels                                 | Dzierżążnik     | 1928 nach Kremitten eingegliedert                    |
| Klein Köskeim                           | Kaskajmy Małe   | 1926 in „Klein Schrankheim“ umbenannt                |
| Klein Schrankheim                       | Sajna Mała      | 1928 nach Schrankheim eingegliedert                  |
| Kremitten                               | Krzemity        |                                                      |
| Sawadden 1938–1945: Schwaden            | Zawada          | 1938 nach Paßlack, Amtsbezirk Rosenort, umgegliedert |
| Scharkheim                              | Sarkajmy        | 1928 nach Kremitten eingegliedert                    |
| Sprenglienen                            |                 | 1928 nach Kremitten eingegliedert                    |
| Wormen, Dorf „Dorf Wormen“              |                 | 1893 aufgelöst                                       |
| Wormen, Gut „Adlig Wormen“              | Studzieniec     | 1928 nach Schrankheim eingegliedert                  |

Am 1. Januar 1945 bildeten nur noch Glaubitten, Kremitten und Schrankheim den Amtsbezirk Glaubitten.

## Kirche
Glaubitten war bis 1945 in die evangelische Kirche Langheim (polnisch Łankiejmy) in der Kirchenprovinz Ostpreußen der Kirche der Altpreußischen Union sowie in die katholische Kirche Korschen (Korsze) im Bistum Ermland eingepfarrt.
Heute besteht wieder die Verbindung von Głowbity zur katholischen Kirche in Korsze, jetzt allerdings im Erzbistum Ermland gelegen. Evangelischerseits orientieren sich die Einwohner Głowbitys zur Pfarrkirche Kętrzyn (Rastenburg) mit den Filialkirchen Barciany (Barten) und Bartoszyce (Bartenstein) in der Diözese Masuren der Evangelisch-Augsburgischen Kirche in Polen.

## Verkehr

### Straße
Głowbity liegt an einer Nebenstraße, die den Ort direkt mit der Stadt Korsze (Korschen) verbindet, die drei Kilometer entfernt an der Woiwodschaftsstraße 590 liegt.

### Schiene
Für das einstige Glaubitten bestand auf Initiative des Gutsbesitzers Otto Boehm von 1867 bis 1945 eine Anbindung an die Bahnstrecke Pillau–Königsberg–Lyck–Prostken. Głowbity ist heute auf die Bahnstation in Korsze angewiesen, von wo aus Züge in östlicher wie in südlicher Richtung verkehren. Die einst nach Nordwesten und Norden in die russische Oblast Kaliningrad weiterführenden Bahnlinien werden nicht mehr betrieben.

## Aus dem Ort gebürtig
- Karl von Pelet (* 7. August 1742 in Glaubitten), preußischer Generalmajor († 1823)
- Friedrich Wilhelm von Pelet (* 24. April 1745 auf Glaubitten), preußischer Generalmajor († 1820)